# Лозівський район (1923—2020)
Лозівськи́й райо́н — колишній район у південній частині Харківської області з адміністративним центром у місті Лозова, який існував протягом 1923—2020 років і був ліквідований під час Адміністративно-територіальної реформи в Україні. Населення становило 29 009 осіб (на 1 лютого 2016 року).

## Географія
Лозівський район розташований у степовій зоні на півдні Харківської області. Межує з Первомайським, Сахновщинським, Балаклійським, Барвінківським, Близнюківським районами Харківської області та Юр'ївським районом Дніпропетровської області. Має 215 ставків, річки Бритай та Орілька, водосховища Краснопавлівське та Орільське.

## Історія
На Лозівщині розташовано понад сто давніх курганів різних археологічних культур, котрі майже не досліджені. Територія району фактично є частиною території, що раніше звалася Диким Полем і була майже не заселеною. Протягом другої половини XVI - першої половини XVIII століть належала до Орільської паланки Війська Запорізького Низового, хоча на картах, в пресі та книгах Лозівський район помилково відносять до Слобожанщини. Насправді територія Слобідської України, що значно раніше за Гетьманщину та землі Війська Запорізького Низового стала частиною Московського царства, а згодом Російської Імперії, обмежувалася Українською оборонною лінією, що пролягає приблизно на північному рубежі Лозівського району. 
Лозівський район було офіційно утворено 7 березня 1923 року, коли постановою Всеукраїнського Центрального виконавчого комітету про адміністративний поділ Катеринославщини встановили Павлоградську округу з центром в місті Павлограді, до складу якої входив Лозівський район з центром в м. Лозовій. За цією постановою, район мав 4 волості: Орільську, Катеринівську, Різдв'янську і Новоіванівську.
У липні 1926 року Лозівський район передано до складу Харківської округи, а з 1929 року — до складу Харківської області.
У сучасних межах район існує з 1987 року.

## Адміністративний устрій
Район адміністративно-територіально поділяється на 2 селищні ради та 19 сільських рад, які об'єднують 84 населені пункти та підпорядковані Лозівській районній раді.

### Населені пункти зняті з обліку
- Акимівка
- Андрійченка — хутір
- Андріївський — хутір
- Артільне-ІІ
- Артільне-Олександрівське
- Андріївка
- Антипенко — хутір
- Артюхів — хутір
- Вишневе
- Добробут
- Князеве
- Лютий (хутір)
- Мовчанове
- Олександрівка Перша
- Чорнокам'янка

## Політика
25 травня 2014 року відбулися Президентські вибори України. У межах Лозівського району була створена 31 виборча дільниця. Явка на виборах складала — 49,26 % (проголосували 11 746 із 23 847 виборців). Найбільшу кількість голосів отримав Петро Порошенко — 29,52 % (3 468 виборців); Михайло Добкін — 27,79 % (3 264 виборців), Сергій Тігіпко — 8,74 % (1 027 виборців), Юлія Тимошенко — 8,52 % (1 001 виборців), Олег Ляшко — 5,11 % (600 виборців). Решта кандидатів набрали меншу кількість голосів. Кількість недійсних або зіпсованих бюлетенів — 2,26 %.

## Населення
Розподіл населення за віком та статтю (2001):
| Стать | Всього | До 15 років | 15-24 | 25-44 | 45-64 | 65-85 | Понад 85 |
| --- | ------ | ----------- | ----- | ----- | ----- | ----- | -------- |
| Чоловіки | 15 996 | 3089        | 2367  | 4681  | 4076  | 1732  | 51       |
| Жінки | 18 548 | 2947        | 2215  | 4620  | 4928  | 3478  | 360      |
| \| Статево-вікова піраміда \| Статево-вікова піраміда \| Статево-вікова піраміда \| \| ----------------------- \| ----------------------- \| ----------------------- \| \| Чоловіки \| Вік \| Жінки \| \| 51 \| 85 + \| 360 \| \| 106 \| 80-84 \| 377 \| \| 342 \| 75-79 \| 903 \| \| 687 \| 70-74 \| 1237 \| \| 597 \| 65-69 \| 961 \| \| 1218 \| 60-64 \| 1600 \| \| 577 \| 55-59 \| 753 \| \| 1079 \| 50-54 \| 1266 \| \| 1202 \| 45-49 \| 1309 \| \| 1238 \| 40-44 \| 1280 \| \| 1136 \| 35-39 \| 1087 \| \| 1143 \| 30-34 \| 1068 \| \| 1164 \| 25-29 \| 1185 \| \| 1142 \| 20-24 \| 1132 \| \| 1225 \| 15-20 \| 1083 \| \| 1269 \| 10-14 \| 1242 \| \| 1022 \| 5-9 \| 941 \| \| 798 \| 0-4 \| 764 \| |        |             |       |       |       |       |          |
| Статево-вікова піраміда |        |             |       |       |       |       |          |
| Чоловіки | Вік    | Жінки       |       |       |       |       |          |
| 51 | 85 +   | 360         |       |       |       |       |          |
| 106 | 80-84  | 377         |       |       |       |       |          |
| 342 | 75-79  | 903         |       |       |       |       |          |
| 687 | 70-74  | 1237        |       |       |       |       |          |
| 597 | 65-69  | 961         |       |       |       |       |          |
| 1218 | 60-64  | 1600        |       |       |       |       |          |
| 577 | 55-59  | 753         |       |       |       |       |          |
| 1079 | 50-54  | 1266        |       |       |       |       |          |
| 1202 | 45-49  | 1309        |       |       |       |       |          |
| 1238 | 40-44  | 1280        |       |       |       |       |          |
| 1136 | 35-39  | 1087        |       |       |       |       |          |
| 1143 | 30-34  | 1068        |       |       |       |       |          |
| 1164 | 25-29  | 1185        |       |       |       |       |          |
| 1142 | 20-24  | 1132        |       |       |       |       |          |
| 1225 | 15-20  | 1083        |       |       |       |       |          |
| 1269 | 10-14  | 1242        |       |       |       |       |          |
| 1022 | 5-9    | 941         |       |       |       |       |          |
| 798 | 0-4    | 764         |       |       |       |       |          |

Національний склад населення за даними перепису 2001 року:
| Національність | Кількість осіб | Відсоток |
| -------------- | -------------- | -------- |
| українці       | 30611          | 88,60 %  |
| росіяни        | 3364           | 9,74 %   |
| білоруси       | 185            | 0,54 %   |
| азербайджанці  | 84             | 0,24 %   |
| грузини        | 40             | 0,12 %   |
| інші           | 267            | 0,77 %   |

Мовний склад населення за даними перепису 2001 року:
| Мова            | Кількість осіб | Відсоток |
| --------------- | -------------- | -------- |
| українська      | 30582          | 88,51 %  |
| російська       | 3711           | 10,74 %  |
| білоруська      | 76             | 0,22 %   |
| азербайджанська | 64             | 0,19 %   |
| чеченська       | 23             | 0,07 %   |
| інші            | 95             | 0,27 %   |

## Пам'ятки
- Пам'ятки археології Лозівського району
- Пам'ятки історії Лозівського району

## Особистості
- Базалук Олег Олександрович — доктор філософських наук, професор, вчений-філософ
- Бережний Микола (артилерист-учасник Другої світової війни)
- Білоусов Василь Савелійович (учасник Другої світової війни)
- Гладкий Олександр Миколайович (відомий футболіст, гравець клубу «Шахтар»)
- Димшиц Марк(діяч сіоністського руху, заарештований 1970 року за спробу угону літака)
- Дикий Іван (заслужений лікар України)
- Калиниченко Ілля (заступник Голови КДБ СРСР, головнокомандувач прикордонними військами СРСР)
- Костенко Олексій (генерал-лейтенант авіації СРСР)
- Кучеренко Володимир (заступник голови Ради міністрів СРСР, міністр будівництва)
- Кучеренко Микола Олексійович (один з конструкторів танку Т-34)
- Лозовський Самуїл (радянський державний діяч)
- Манусов Вадим (доктор технічних наук, професор Новосибірського державного технічного університету, член Міжнародної енергетичної академії)
- Мокрий Микола Микитович (учасник Другої світової війни)
- Моргун Микола Іванович (учасник Другої світової війни, Герой Радянського Союзу)
- Мурженко Олексій Григорович (радянський дисидент)
- Нартов Олександр Анатолійович (учасник літніх Олімпійських ігор 2008 року у м. Пекін, неодноразовий чемпіон України зі стрибків у висоту, срібний призер Кубку Європи та Всесвітньої Універсиади)
- Оберемко Валентин Іванович (радянський дипломат)
- Омельченко Василь Іванович — машинобудівник, професор, (родом із села Благовіщенки).
- Петриченко Анатолій (генерал-лейтенант, начальник Центрального продовольчого управління Міністерства оборони РФ
- Прядун Сергій Анатолійович (неодноразовий чемпіон України з вільної боротьби, учасник Олімпійських ігор 1996 року)
- Рапопорт Анатоль (американський філософ, біолог, психолог)
- Реус Валентин (учасник вокального квартету «Явір»)
- Савенко Сергій ("Сова") (рок-музикант, учасник гурту "Оркестр Че"
- Садовничий Віктор Антонович (ректор Московського державного університету)
- Саєнко Ганна (художниця, учасниця всеукраїнських та міжнародних виставок, роботи знаходяться в приватних колекціях України, Росії, Швейцарії)
- Скірко Леонід Миколайович (народився в Лозовій 27 квітня 1939) — канадський співак українського походження, бас-баритон.
- Тарасенко Олексій Григорович (народний артист України)
- Тягло Володимир (український політик, дипломат, голова Харківської обласної ради протягом 1992—1994 і 1996—2002 рр.)
- Урюпін Валентин Тихонович (відомий кларнетист, головний диригент та художній керівник камерного оркестру «Arpeggione» РФ
- Федоров Федір Федорович (радянський військовий льотчик)
- Фесенко Володимир В'ячеславович (політолог, голова правління Центру прикладних політичних досліджень «Пента»)
- Хмеленко Григорій (старшина Армії УНР)
- Чередниченко Олександр (художник, член Національної спілки художників України)